# Кейта, Мандела
Лами́н Мандела́ Кейта́ (нидерл. Lamine Mandela Keita; род. 10 мая 2002, Лёвен, Фламандский регион) — бельгийский футболист гвинейского происхождения, полузащитник итальянского клуба «Парма» и сборной Бельгии.

## Клубная карьера
Кейта — воспитанник клубов «Ауд-Хеверле Лёвен». 21 марта 2021 года в матче против «Мехелена» он дебютировал в Жюпиле лиге.